# Fisch (Familie)
Die Fisch waren eine Unternehmerfamilie von Urnäsch und ab 1889 von Bühler.

## Geschichte
Im 19. Jahrhundert dominierten sie zusammen mit der Familie Sutter und der aus Hundwil stammenden und in Bühler über mehrere Generationen in der Plattstichweberei tätigen Familie Fisch die Wirtschaft und die Politik Bühlers. Die drei Familien waren untereinander mehrfach verschwägert.
Die Urnäscher Brüder Johannes Fisch und Johann Ulrich Fisch liessen sich circa 1839 als Fabrikanten in Bühler nieder. Letzterer wirkte in kantonalen Gremien mit und versah, obwohl Beisasse, von 1845 bis 1855 diverse kommunale Ämter. Unter anderem amtierte er als Gemeindehauptmann. Die Brüder begründeten im Jahr 1857 eine erste Fabrik mit 20 Stickmaschinen. 1869 folgte eine zweite mit 18 Stickmaschinen. Sie gehörten damit zu den Pionieren der mechanischen Stickerei in Ausserrhoden. Die Firma Gebrüder Fisch mit Filiale in Paris gehörte bald zu den wichtigsten Stickereifabrikations- und Exporthäusern der Ostschweiz. Sie wurde durch zwei Folgegenerationen weitergeführt und 1921 liquidiert.